# Франко Армані
Франко Армані (ісп. Franco Armani, нар. 16 жовтня 1986, Касільда) — аргентинський футболіст, воротар клубу «Рівер Плейт».
Значну частину кар'єри провів у колумбійському клубі «Атлетіко Насьйональ», з яким виграв ряд національних трофеїв, а також став володарем Кубка Лібертадорес та переможцем Рекопи Південної Америки.

## Ігрова кар'єра
Франко Армані народився в провінції Буенос-Айрес, але футболом почав займатися в молодіжній академії клубу Росаріо «Сентраль Кордова». Згодом займався в академії «Естудіантеса» з Ла-Плати, а на професійному рівні дебютував у другому аргентинському дивізіоні в 2006 році в складі столичного «Феррокаріль Оесте».
2008 року перейшов у клуб «Депортіво Мерло». У сезоні 2009/10 Армані став одним з основних гравців і, незважаючи на те, що команда виступала лише у другому дивізіоні Аргентини, гра воротаря привернула увагу самого титулованого колумбійського клубу — «Атлетіко Насьйоналя» з Медельїна. У тому ж році колумбійський гранд придбав Армані, якому в перші три роки довелося боротися за місце в основі. Лише з 2013 року Армані поступово став основним воротарем команди, а з 2015 року аргентинець лише зрідка став поступатися місцем у воротах своїм партнерам по команді. У 2014 році Армані встановив рекорд чемпіонату Колумбії — 1046 хвилин без пропущених голів поспіль.
З «Атлетіко Насьоналем» Армані п'ять разів ставав чемпіоном Колумбії, двічі вигравав Кубок країни. У розіграші Кубка Лібертадорес 2016 року Армані, разом з командою не пропустив на груповій стадії жодного м'яча, і в результаті допоміг своїй команді виграти турнір. Того ж року став з командою фіналістом Південноамериканського кубка, який клуб не зумів виграти через те, що суперник, бразильський «Шапекоенсе» не зіграв у фіналі через авіакатастрофу і здобув трофей без гри. Наступного року Армані з командою все ж зміг зіграти з цим суперником в рамках Рекопи Південної Америки 2017 року, здобувши трофей.
6 січня 2018 року, після семи років у «Атлетіко», він перейшов до складу аргентинського «Рівер Плейта».

## Титули і досягнення
- Чемпіон Колумбії (6): Апертура 2011, Апертура 2013, Фіналісасьйон 2013, Апертура 2014, Фіналісасьйон 2015, Апертура 2017
- Володар Кубка Колумбії (3): 2012, 2013, 2016
- Переможець Суперліги Колумбії (2): 2012, 2016
- Володар Кубка Лібертадорес (2): 2016, 2018
- Переможець Рекопи Південної Америки (2): 2017, 2019
- Володар Суперкубка Аргентини (3): 2017, 2019, 2023
- Володар Кубка Аргентини (1): 2019
- Чемпіон Аргентини (2): 2021, 2023

Збірні
- Чемпіон світу: 2022
- Переможець Кубка Америки: 2021
- Бронзовий призер Кубка Америки: 2019

## Особисте життя
З дитинства Франко є вболівальником клубу з Буенос-Айреса — «Рівер Плейта».
У 2015 році Франко Армані набув право отримати паспорт громадянина Колумбії — роком раніше він висловлювався про те, що не втрачає надії зіграти за збірну Аргентини. У деяких інтерв'ю він не виключав того, що може отримати колумбійське громадянство і зіграти за збірну цієї країни.

## Кар'єра у збірній
У травні 2018 року, не маючи на той момент в активі жодної гри за національну збірну Аргентини, був включений до її заявки на тогорічний чемпіонат світу в Росії. Шанси Армані дебютувати за збірну безпосередньо на світовій першості або в контрольних іграх, що їй передують, зросли 23 травня, коли стало відомо, що її основний голкіпер Серхіо Ромеро травмувався і турнір пропустить.